# 140-es busz (Budapest, 1977–1995)
A budapesti 140-es jelzésű autóbusz Budakeszi, Táncsics Mihály utca és a Budaörsi lakótelep között közlekedett. A vonalat a Budapesti Közlekedési Vállalat üzemeltette. Budapest közigazgatási területét nem érintette.

## Története
Először GY jelzéssel indult autóbuszjárat Budakeszi és Budaörs között 1951 és 1953 között, mely ötféle útvonalon közlekedett. 1955. május 9-én minden járat külön számjelzést kapott:
- 67: Budaörs, Imre utca – Budakeszi, Gyógyszertár
- 67A: Budaörs, Imre utca – Prés, és Kovácsoltárúgyár
- 67B: Budakeszi, Gyógyszertár – Prés, és Kovácsoltárúgyár
- 67C: Budaörs, Imre utca – Keményfémárúgyár
- 67D: Budakeszi, Gyógyszertár – Keményfémárúgyár

A buszcsalád az ún. gyári gyorsjáratok elindulásával 1961. július 17-én átalakult, az alábbi buszok indultak el:
- 67: megszűnt
- 67A → GY8: Móricz Zsigmond körtér – Budaörs – Prés, és Kovácsoltárúgyár
- 67B → GY9: Moszkva tér – Budakeszi – Prés, és Kovácsoltárúgyár
- 67C → GY10: Móricz Zsigmond körtér – Budaörs – Keményfémárúgyár
- 67D → GY11: Moszkva tér – Budakeszi – Keményfémárúgyár

Az autóbuszok 1966. július 2-án megszűntek.
1972. március 1-jén a Móricz Zsigmond körtér és a Budaörs között közlekedő 40-es buszt Budakesziig hosszabbították. 1977. július 1-jén a 40-es buszt visszavágták Budaörsig, Budaörs és Budakeszi között 140-es jelzéssel indítottak új járatot. 1981. január 1-jétől a buszok Budaörsön a Szabadság útja – Ifjúság út – Lévai utca vá. – Komáromi út – Szabadság útja útvonalon fordultak. 1989. június 1-jén adták át az utolsó budaörsi végállomását az 1985-ben elkészült Budaörsi lakótelepen, a Szivárvány utca és a Baross utca sarkán, ahová a 40-es, a 40-es, a 40E és a 140-es buszokat is áthelyezték. (2019-ben teljesen megújult. Az eredetileg a város peremére épült terminál környéke 1989 óta teljesen beépült.) 1990 novemberében új megállóhelyet kapott Raktárbázis néven. 1995. február 28-án a 140-es busz megszűnt, a helyét Volánbusz-járatok vették át, jelenleg a 188-as és 188E busz közlekedik hasonló útvonalon. 2001-től újra közlekedik 140-es busz, de az Törökbálintot köti össze Budaörssel (majd 2014-től Budapesttel).

## Útvonala
| Budaörsi lakótelep felé | Budakeszi, Táncsics Mihály utca felé |
| --- | --- |
| Budakeszi, Táncsics Mihály utca vá. – Fő utca – Budaörsi út – Budaörs, Gyár utca – Szabadság út – Szivárvány utca – Budaörsi lakótelep vá. | Budaörsi lakótelep vá. – Szivárvány utca – Szabadság út – Gyár utca – Budakeszi, Budaörsi út – Fő utca – Budakeszi, Táncsics Mihály utca vá. |

## Megállóhelyei
| 0                                      | Budakeszi, Táncsics Mihály utca végállomás | 12 | 22, 22      |
| 1                                      | Budakeszi, lakótelep                       | 11 |             |
| 2                                      | Farkasvölgyi repülőtér                     | 10 |             |
| Budakeszi–Budaörs közigazgatási határa |                                            |    |             |
| 3                                      | ISG                                        | 9  |             |
| 4                                      | Raktárbázis                                | 8  |             |
| 5                                      | Hídépítő Vállalat                          | 7  | 88          |
| 6                                      | Csiki tanya                                | 6  | 88          |
| 7                                      | Csiki csárda                               | 5  | 88          |
| 8                                      | Törökugrató                                | 4  | 88          |
| 9                                      | Ibolya utca (↓) Forrás utca (↑)            | 3  | 88          |
| 10                                     | Alcsiki dűlő                               | 2  | 88          |
| 11                                     | Patkó utca                                 | 1  | 40, 40E     |
| 12                                     | Budaörsi lakótelep végállomás              | 0  | 40, 40, 40E |